# Trirhithrum festivum
Trirhithrum festivum är en tvåvingeart som först beskrevs av Günther Enderlein 1920. Trirhithrum festivum ingår i släktet Trirhithrum, och familjen borrflugor.
Artens utbredningsområde är Ekvatorialguinea. Inga underarter finns listade i Catalogue of Life.